# دنزل وليامز
دنزل وليامز (بالإنجليزية: Denzil Williams)‏ هو لاعب اتحاد الرغبي بريطاني، ولد في 17 أكتوبر 1938 في ويلز في المملكة المتحدة.

## وصلات خارجية
- دنزل وليامز عل موقع إسبنسكروم (الإنجليزية)